# Longqu, Gansu
Longqu (kinesiska: 龙渠) är en socken i nordvästra Kina. Den ligger i stadsdistriktet Ganzhou i staden Zhangye i provinsen Gansu, omkring 440 kilometer nordväst om provinshuvudstaden Lanzhou. Antalet invånare är 9 063. Befolkningen består av 4 382 kvinnor och 4 681 män. Barn under 15 år utgör 16,0 %, vuxna 15-64 år 74 %, och äldre över 65 år 9,0 %.